# Интерподерале (Казерта)
Интерподерале је насеље у Италији у округу Казерта, региону Кампанија.
Према процени из 2011. у насељу је живело 33 становника. Насеље се налази на надморској висини од 3 м.